# علم پایداری
علم پایداری (به انگلیسی: Sustainability science)، علم و رشته‌ای دانشگاهی است که نخستین بار در دهه ۱۹۸۰ میلادی پدید آمد. مشابه علوم کشاورزی یا علوم بهداشتی، علم پایداری یک علم کاربردی است و با مشکلات عملی که به آن توجه دارد تعریف می‌شود. علم پایداری بر موضوعات مرتبط با پایداری و توسعه پایدار به عنوان بخش‌های اصلی موضوع خود تمرکز دارد. این علم «با مشکلاتی که به آن توجه می‌کند و نه با رشته‌هایی که به کار می‌گیرد» تعریف می‌شود و «نیاز به پیشبرد دانش و عمل را با ایجاد یک پل پویا بین این دو را تأمین می‌کند».
این رشته برهم‌کنش‌های بین سیستم‌های انسانی، محیطی و مهندسی را برای درک و کمک به راه‌حل‌هایی برای چالش‌های پیچیده‌ای آینده بشریت را بررسی می‌کند. این علم همچنین بر بررسی و مطالعه یکپارچگی سیستم‌های اصلی که نبود آنان حیات سیاره را تهدید می‌کند، متمرکز است. نمونه‌ای از مشکلات موجود در این سیستم‌ها عبارتند از تغییرات آب و هوایی، از دست دادن تنوع زیستی، آلودگی و دگرگونی سرزمین و آب.
علم پایداری بر مفاهیم مرتبط اما نه یکسان توسعه پایدار و علوم محیطی تکیه دارد. علم پایداری چارچوبی حیاتی برای پایداری فراهم می‌کند. اندازه‌گیری پایداری داده‌های کمی مبتنی بر شواهد مورد نیاز برای هدایت حاکمیت پایداری نیز مورد توجه است.

## تاریخچه
علم پایداری در قرن بیست‌ویکم به عنوان یک رشته دانشگاهی جدید ظهور کرد. این رشته جدید علم به‌طور رسمی با «بیانیه تولد» خود در کنگره جهانی «چالش‌های یک زمین در حال تغییر ۲۰۰۱» در آمستردام و توسط شورای بین‌المللی علوم (ICSU)، برنامه بین‌المللی ژئوسفر-بیوسفر (IGBP)، برنامه بین‌المللی ابعاد انسانی در مورد تغییرهای جهانی محیطی و برنامه تحقیقات جهانی آب و هوا (WCRP) معرفی شد. این رشته نشان‌دهنده تمایل به ارائه کلیات و رویکرد گسترده از «پایداری» در یک زیربنای تحلیلی و علمی قوی‌تر است و «دانش و عمل، دیدگاه‌های جهانی و محلی از شمال و جنوب جهان، و رشته‌ها در سراسر علوم طبیعی و اجتماعی، مهندسی و پزشکی را گرد هم می‌آورد». بوم‌شناس ویلیام سی. کلارک پیشنهاد می‌کند که نمی‌توان علم پایداری را فقط به عنوان تحقیقات «پایه‌ای» و «کاربردی» در نظر گرفت، بلکه علم پایداری با مشکلاتی که به آن توجه می‌کند و نه با رشته‌هایی که به کار می‌گیرد، تعریف می‌شود. به گفته وی، این علم با پیشرفت دانش و عمل کمک به ایجاد پلی بین این دو می‌کند.